# Historia del cristianismo en Francia

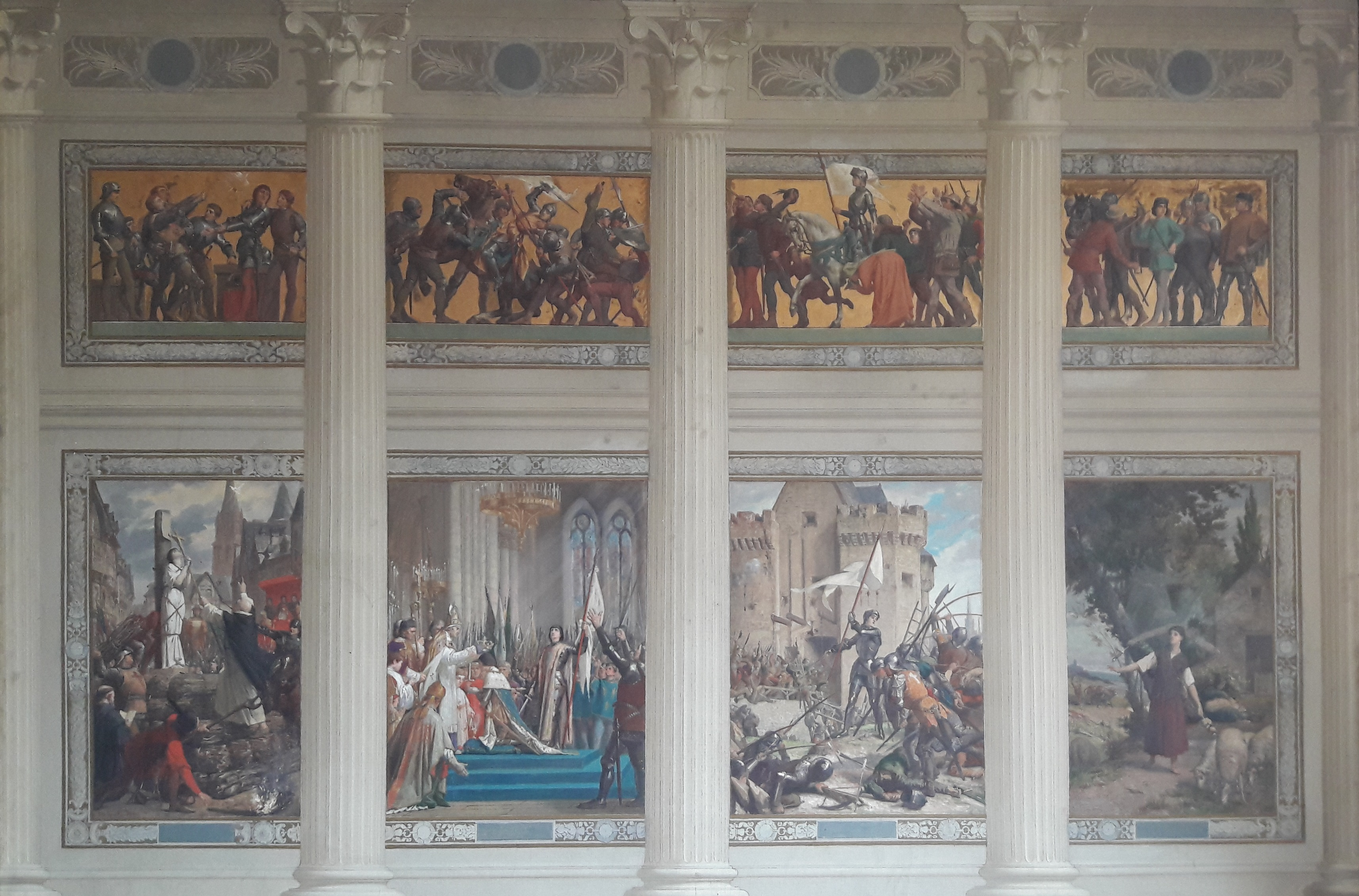
Escenas de la vida de Juana de Arco, por Jules Eugène Lenepveu, interior del Panteón de París. El uso y la decoración interior del monumento fue cristianizándose y descristianizándose según las alternancias políticas. La popular figura de la "doncella de Orleans" fue utilizada para identificar la nación francesa con el cristianismo.

Historia del cristianismo en Francia es la presencia del cristianismo en la historia de Francia. Comienza probablemente en el siglo II. Se caracterizó principalmente por el papel preponderante de la Iglesia católica en Francia en todos los aspectos de la vida, no únicamente en las cuestiones espirituales; de forma inequívoca durante toda la Edad Media (sobre todo a partir de la conversión de Clodoveo y el reino franco), manteniéndose relativamente durante la Edad Moderna, y enfrentándose a la descristianización durante la Edad Contemporánea, a partir de la Revolución francesa.

## Edad Antigua

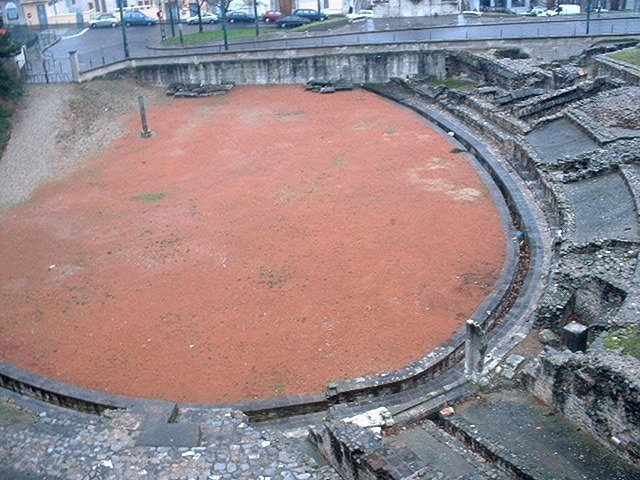
Anfiteatro de las Tres Galias de la antigua Lugdunum, con el monumento erigido en época moderna que conmemora el martirio de los cristianos en el año 177.

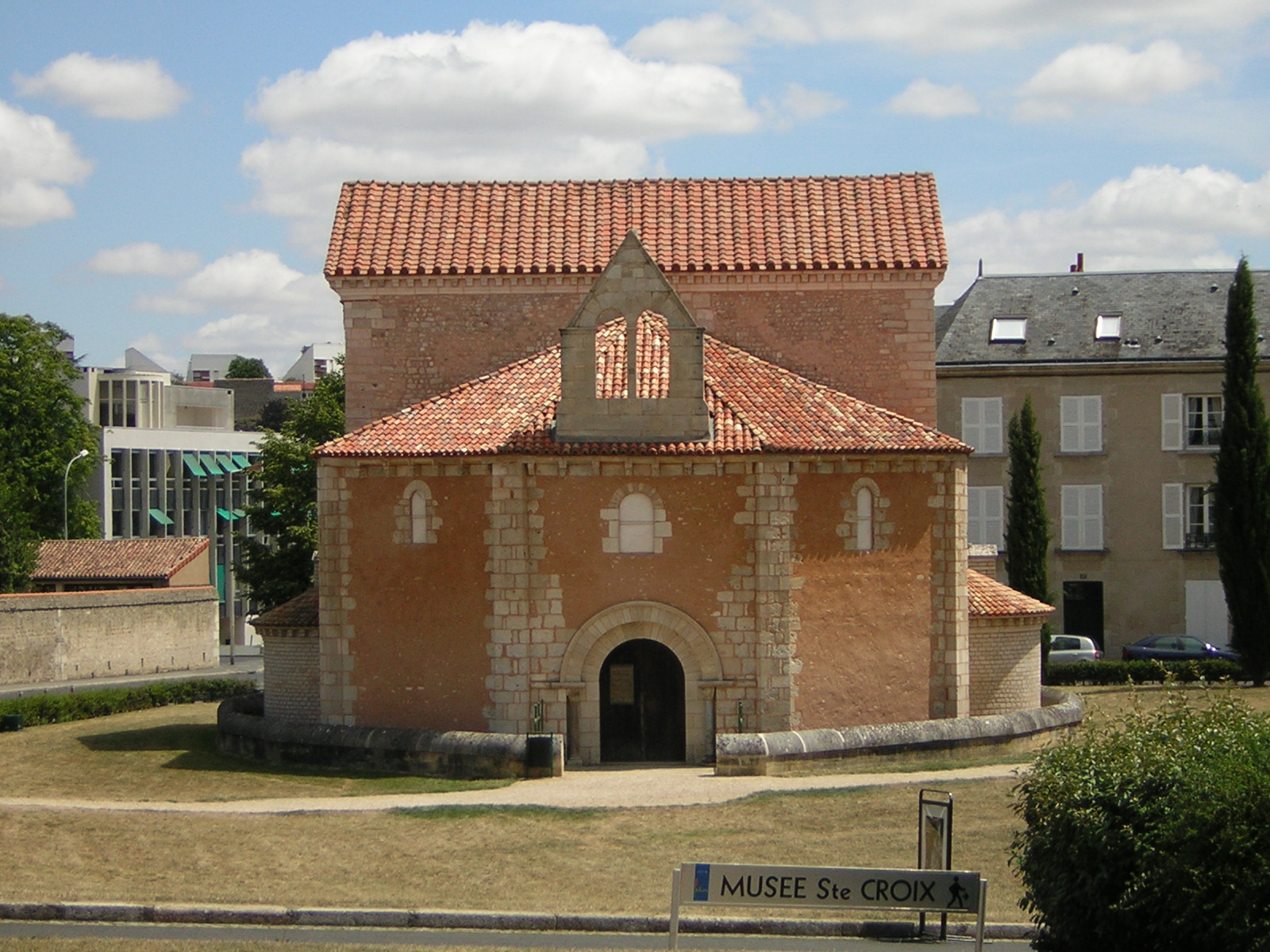
Baptisterio de San Juan de Poitiers, cuya construcción se remonta al.

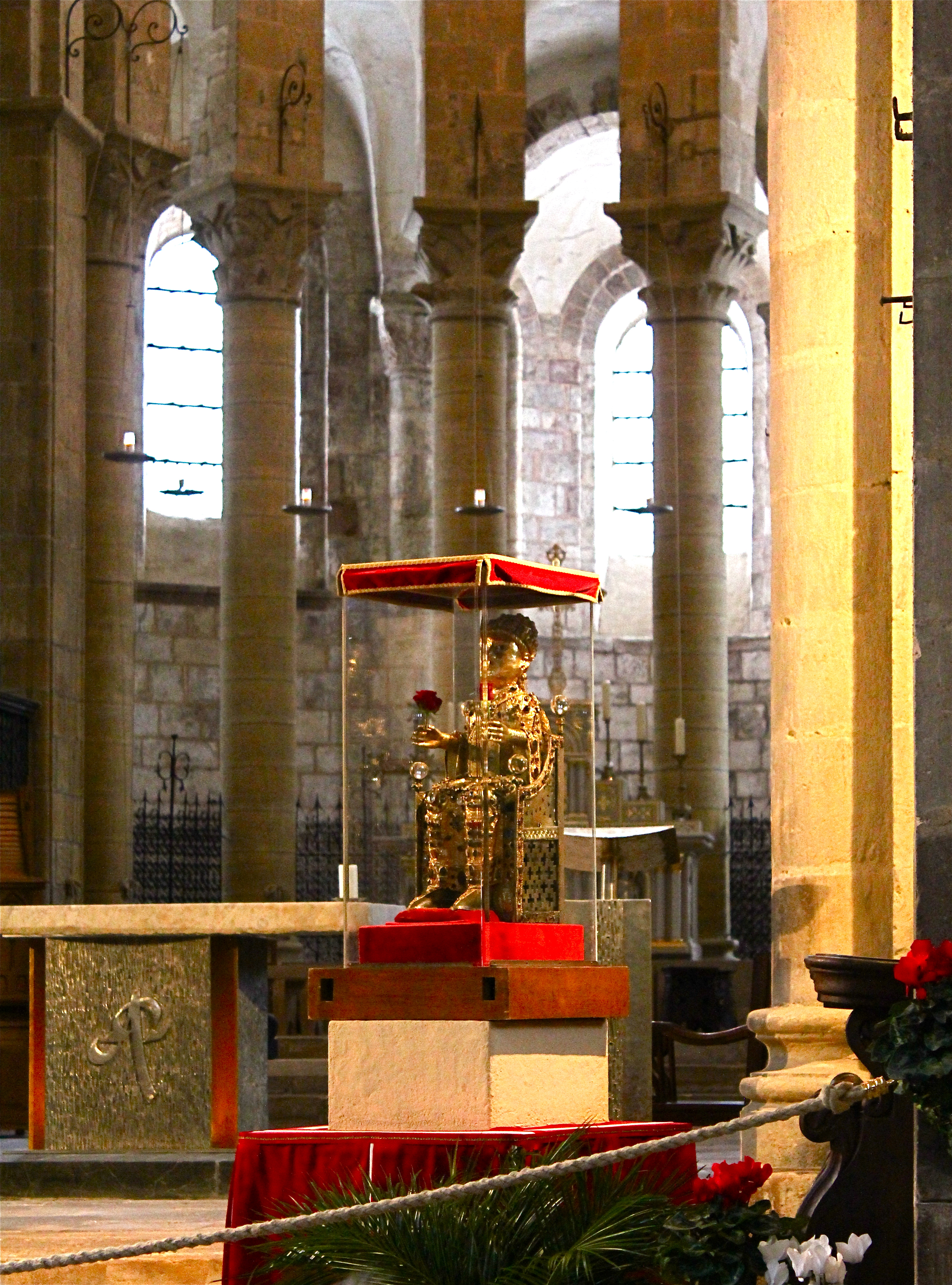
Estatua-relicario de Santa Fe (Sainte-Foy) expuesta en la iglesia abacial de Santa Fe de Conques el día de su festividad (10 de octubre).

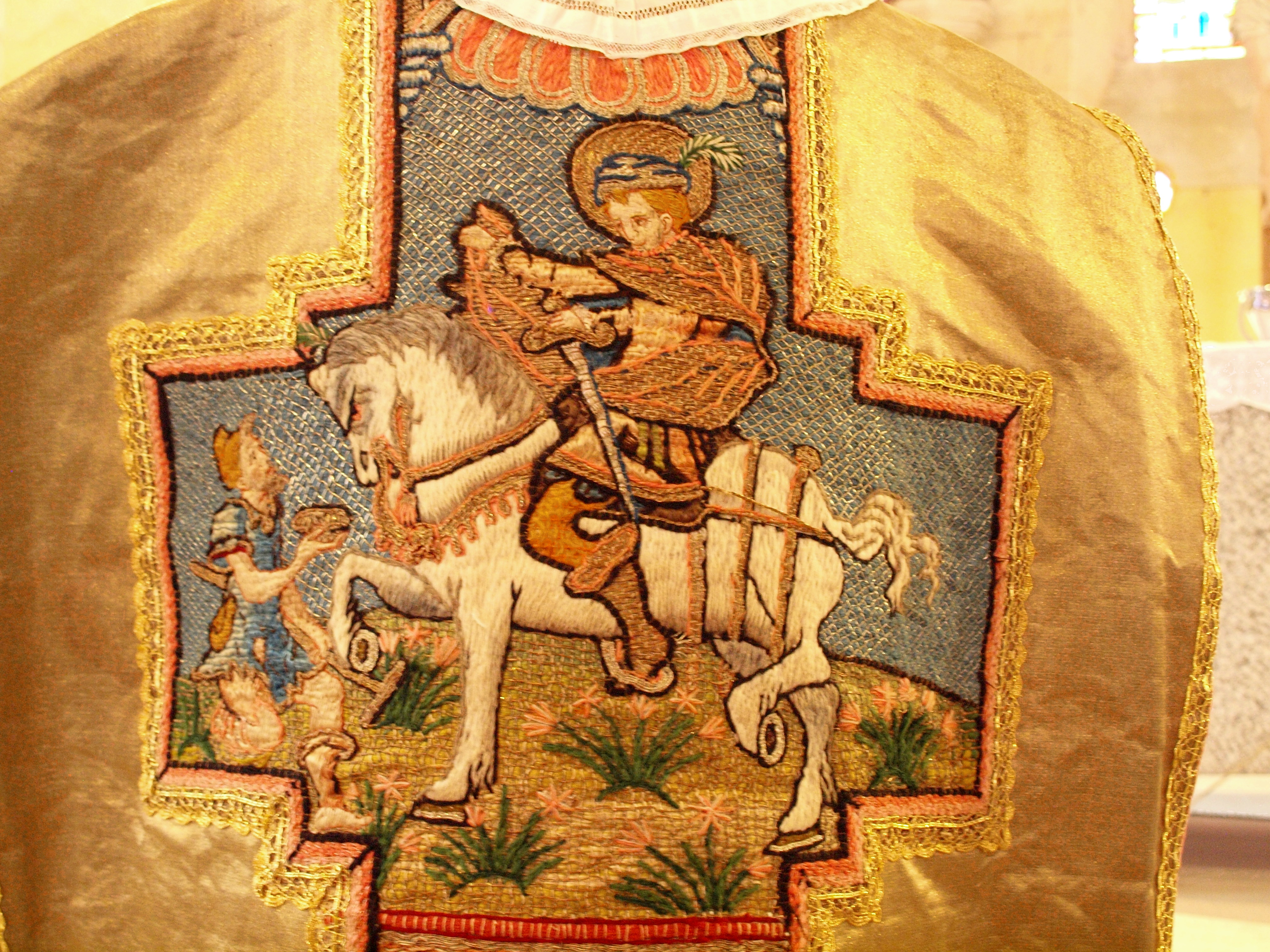
San Martín partiendo su capa. Bordado de una casilla del.

La evangelización de los galo-romanos, más tardía que la de las provincias orientales del Imperio, comienza en el siglo II, pero es difícil de reconstruir históricamente. Probablemente el cristianismo penetró en las Galias a través de las comunidades judías y los mercaderes venidos de Oriente, como una religión no reconocida por las autoridades (religio illicita) que no dejó apenas trazas arqueológicas ni fuentes escritas (la leyenda del Santo Grial, que narra la llegada de la reliquia al puerto provenzal de Saintes-Maries-de-la-Mer, traído entre otros por José de Arimatea y las Santas Mujeres —María Magdalena habría pasado a Sainte Baume—, es una reelaboración posterior). En la época se la toleraba de hecho, no siendo objeto de persecuciones sistemáticas. Únicamente se conserva el testimonio de un episodio de denuncias colectivas: el de los mártires de Lyon (Potino, el primer obispo, y otros dieciocho muertos en prisión, Blandina y otros cinco en el anfiteatro, y veintidós decapitados por su condición de ciudadanos romanos) en el año 177. La primera referencia a estas primeras comunidades cristianas del valle del Ródano (las de Vienne y de Lyon) es la obra de Eusebio de Cesarea (siglo IV). Los cristianos primitivos se reunían en la clandestinidad, a las afueras de las ciudades, donde celebraban el culto en lugares de enterramiento similares a las catacumbas de Roma.
Gregorio de Tours, en su Historia de los francos (siglo VI), amalgama relatos de orígenes de fechas y valores diferentes, para narrar la historia legendaria de siete misioneros (los "siete apóstoles de la Galia") que, durante la persecución de Decio (ca. 250), habrían sido enviados a las Galias por «los obispos de Roma»: Gaciano de Tours (Gatien de Tours -en latín Gatianus, Catianus o Gratianus-), Trófimo de Arlés, Pablo de Narbona, Saturnino de Tolosa (Sernin de Toulouse), Dionisio de París (Denis de Paris), Austremonio de Clermont y Marcial de Limoges. En realidad, la fundación de las primeras sedes episcopales no se conoce más que por tradiciones locales tardías y legendarias que pretendían probar la prelación de unas con respecto a otras. pero también hace remontar las primeras conversiones a la época apostólica. Estas tradiciones primitivas de historicidad cuestionable se asocian a la erección de monumentos de los que no subsisten más que trazas cuya interpretación arqueológica todavía no se ha precisado (cripta del martyrium de san Dionisio , Mons Cetardus —Calle Mouffetard—, al pie del cual se fundó el más antiguo cementerio cristiano de París, de finales del siglo III).
Numerosas tradiciones poéticas y leyendas hagiográficas, creadas posteriormente para legitimar santuarios, peregrinajes, festividades o dinastías, fueron haciendo aparecer santos apostólicos y mártires de historicidad poco cierta: Caprais y Foy de Agen, cuyos cuerpos, de los que no había noticia hasta el siglo V, aparecieron milagrosamente durante la traslación de reliquias; Mauricio de Agaune «el Tebano» y sus compañeros, cuyos cuerpos fueron igualmente objeto de «invención de reliquias» (inventio); Quintín de Vermand y Lucien de Beauvais que aparecieron en Passio tardías.
Tras Vienne y Lyon (cuyo segundo obispo, Irineo de Lyon, fue considerado uno de los Padres de la Iglesia y el primer occidental en desarrollar una teología sistemática), hay que esperar a mediados del siglo III para encontrar huellas de otras comunidades cristianas en las Galias. El estudio de los catálogos episcopales muestra el establecimiento de una treintena de obispados antes de la Paz de la Iglesia. Las comunidades religiosas galo-romanas conocieron en el siglo IV una prosperidad material, gracias a las donaciones de los fieles y el evergetismo de los notables. Este desarrollo se comprueba en la historicidad de un creciente número de episcopados, confirmada por la suscripción de concilios y por diversa correspondencia, y por las trazas de construcción de iglesias de esta época, así como los más antiguos monumentos cristianos de las Galias, baptisterios rectangulares (Baptisterio de San Juan de Poitiers, iglesia de San Esteban de Lyon  baptisterio con ábside). La expansión del cristianismo en las Galias se traduce en cifras modestas, si el porcentaje de cristianos sobre la población no superaría el 2 % hacia el año 250, habría ascendido al 5 o 10 % bajo Constantino I, a comienzos del siglo IV.
El Concilio de Arlés (314) condenó el donatismo. Con el arrianismo difundiéndose por las Galias, Hilario de Poitiers, gran defensor de la ortodoxia niceana, condenó esta herejía en 355.
Del siglo III al IV, los cristianos salieron de la clandestinidad y reforzaron la organización eclesiástica. Su expansión rápida amenazaba al Estado romano, que reaccionón con las persecuciones. «Inquietaban menos por la rebelión abierta de algunos que por la voluntad de una mayoría de integrarse y hacerse reconocer como buenos ciudadanos».
Martin de Tours introdujo el monacato en las Galias a mediados del siglo IV, un moncato «martinita» que se extendía por la región del Loira (San Martín de Ligugé -Abbaye Saint-Martin de Ligugé-, abadía de Marmoutier en Tours), mientras que el monacato «lerinita» (Caprasio de Lérins, monasterio fortificado de la abadía de Lérins monasterio de Lerins) y el «casianita» (Juan Casiano, monasterio de San Víctor de Marsella) lo hicieron por la Galia meridional en el siglo V.
La condición de "iglesia más antigua de Francia" se atribuye a varios lugares, entre ellos Saint-Pierre-aux-Nonnains (Metz) y Saint-Martin de Moissac.

## Edad Media

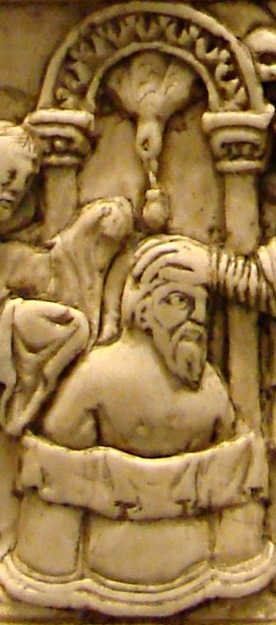
Bautismo de Clodoveo por san Remigio de Reims, con el milagro de la Santa Ampolla, detalle del relieve de una placa de marfil procedente de Reims (servía como ornamento de un manuscrito de la vida de San Remigio), último cuarto del, conservado en el museo de Picardía, Amiens.

Entre el siglo V y el IX se mantuvo el llamado rito galicano.
A finales del siglo V, la ocupación de los francos afectó un tiempo la implantación cristiana, pero el bautismo de Clodoveo (quizá en 499) simbolizó la conversión del reino franco al catolicismo, favoreciendo la fusión de este pueblo germánico con los galo-romanos, conllevando la expansión definitiva del cristianismo por toda la Galia. Este acontecimiento se consideraba el origen de la monarquía sagrada de los reyes de Francia y el de la propia nación francesa «hija mayor de la Iglesia», identificada con ellos.
De 511 a 673, los concilios merovingios tendieron a codificar las relaciones entre rey e iglesia.
Entre el  siglo VII y el VIII fue un importante periodo, en toda Europa, de expansión del cristianismo. La evangelización de las ciudades y los medios aristocráticos en la que se implican directamente los obispos, y la del campo en pleno crecimiento demográfico favorecido por las fundaciones monásticas (monasterios merovingios) que rápidamente se convierten en centros de estudios (escuelas monásticas), multiplica los lugares de culto. Un buen número de ellos se deben a la misión hiberno-escocesa. Este periodo presencia también el desarrollo de la red parroquial: para el siglo VIII los dominios rurales de alguna importancia tenían su iglesia propietaria (ecclesia propria, église propriétaire).
El papa Esteban II encontró en Pipino el Breve un protector militar contra los lombardos, consagrándole en 754, lo que significó la ruptura de los últimos vínculos entre Roma y el Imperio bizantino. Desde entonces, la historia del cristiandad latina u occidental va estrechamente unida a la del reino franco, convertido en Imperio carolingio a partir de la coronación de Carlomagno por el papa el 25 de diciembre del año 800. El documento apócrifo llamado Donación de Pipino pretendía haberse creado el 14 abril de 754 los Estados pontificios
Entre las principales abadías fundadas en la Alta Edad Media están Aniane, Saint-Guilhem-le-Désert, Bec, Selva Mayor, Santa Fe de Conques, Saint-Germain-des-Prés, Corbie, Saint-Bénigne de Dijon, Saint-Pons de Tomières, Moissac, etc.
El concilio de Charroux en 989 officializó la Pax Dei (paz y tregua de Dios), manifestando el creciente poder de la Iglesia en la sociedad.
Del siglo XI al XIII, los caballeros y reyes de Francia tomaron una parte activa en las Cruzadas de Oriente (Concilio de Clermont, Pedro el Ermitaño) y en los episodios de la Reconquista española que recibieron una consideración equivalente. La creación de la Orden del Temple en 1129 nació en este contexto de «guerra santa». Uno de los reyes de la dinastía capeta, Luis IX "el Santo", fue canonizado, como también lo fue su primo, el rey Fernando III de Castilla.
El protagonismo de la orden benedictina, estrecha colaboradora de la autoridad papal bajo la protección de los reyes, se dio en los siglos X y XI en la Abadía de Cluny (Bernón de Baume, orden cluniacense, difusora del arte románico por toda Europa Occidental -escultura románica en Francia, arquitectura románica en Francia-), y a partir del siglo XII en la abadía de Citeaux (Roberto de Molesmes, orden cisterciense, difusora del arte cisterciense, precursor del arte gótico -gótico francés-).
En torno a la escuela episcopal de París se desarrolló uno de los Studia generalia más importantes: la Sorbona, donde enseñaron los más importantes intelectuales europeos, como Alberto Magno, Roger Bacon, Buenaventura de Fidanza, Tomás de Aquino, Raimundo Lulio, Duns Scoto o Guillermo de Occam.

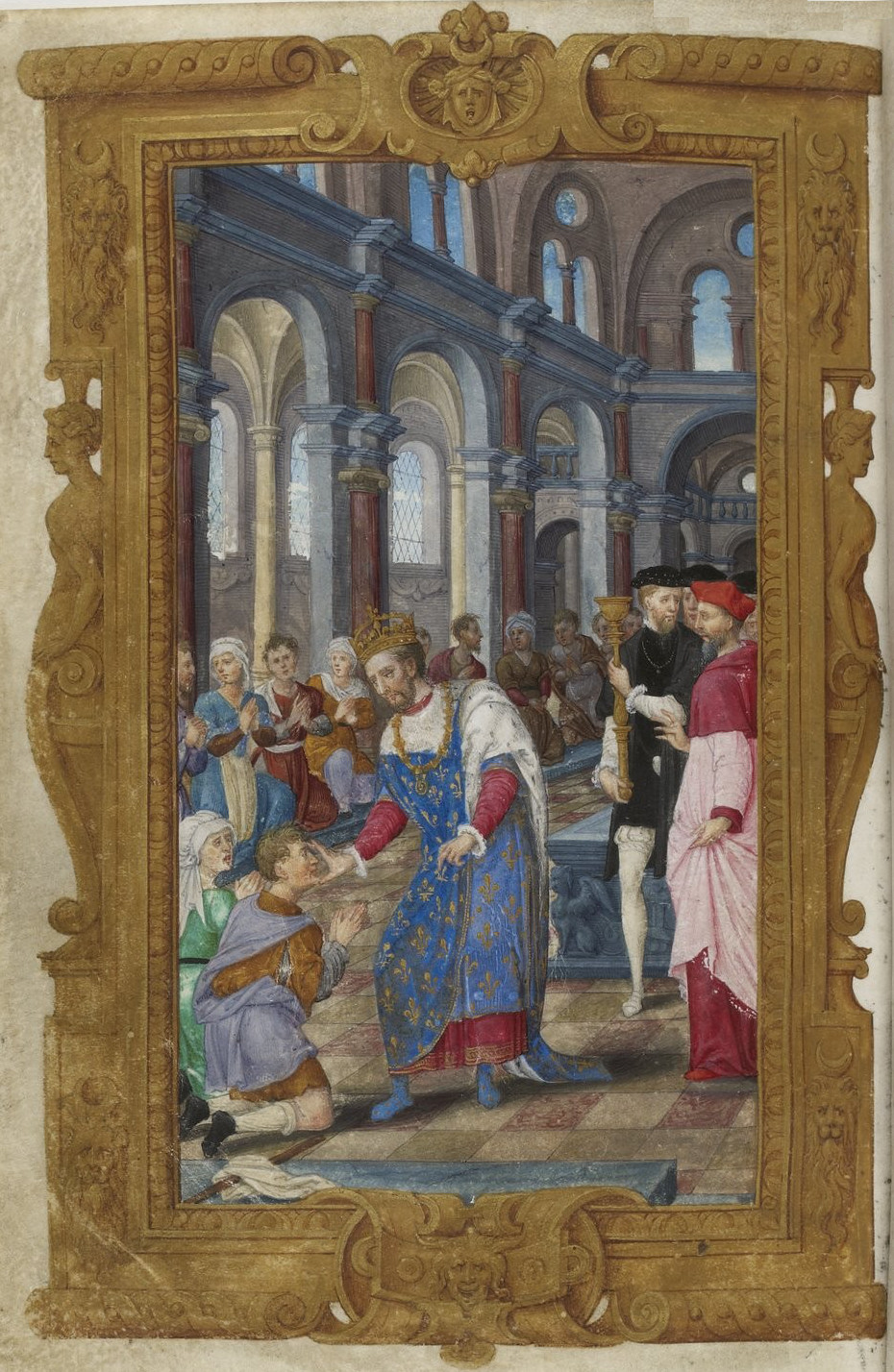
Enrique II practicando el «toque real» para curar la escrófula en el priorato de Corbeny, Livre d'heures de Henri II, BnF. El rito, de origen medieval, continuó realizándose durante todo el Antiguo Régimen para legitimar el inicio de cada reinado, como en este caso (1547).

La revitalización de la vida urbana tuvo consecuencias religiosas, generándose movimientos que la jerarquía eclesiástica consideraba heréticos, destacando en Francia desde el siglo XII los albigenses (Pedro de Bruys) y los valdenses (Pedro Valdo). Se encargó combatirlas a los dominicos (orden fundada por el español Domingo de Guzmán) tanto con la predicación como con la represión. Su instrumento más importante fue la Inquisición medieval, a partir de su introducción en los tribunales eclesiásticos por el papa Inocencio III (1199), hasta su desaparición en el siglo XV; momento final que en Francia quedó marcado por la vauderie d'Arras, caza de brujas en un medio urbano llevada a cabo entre 1459 y 1461, que procesó a personas de toda condición social (el inquisidor Pierre de Broussart estimaba que una tercera parte de los habitantes de Arrás eran sospechosos de brujería). Entre las manifestaciones más peculiares de la religiosidad popular, reprimida por las autoridades eclesiásticas, estaba el culto a San Guinefort, un perro.

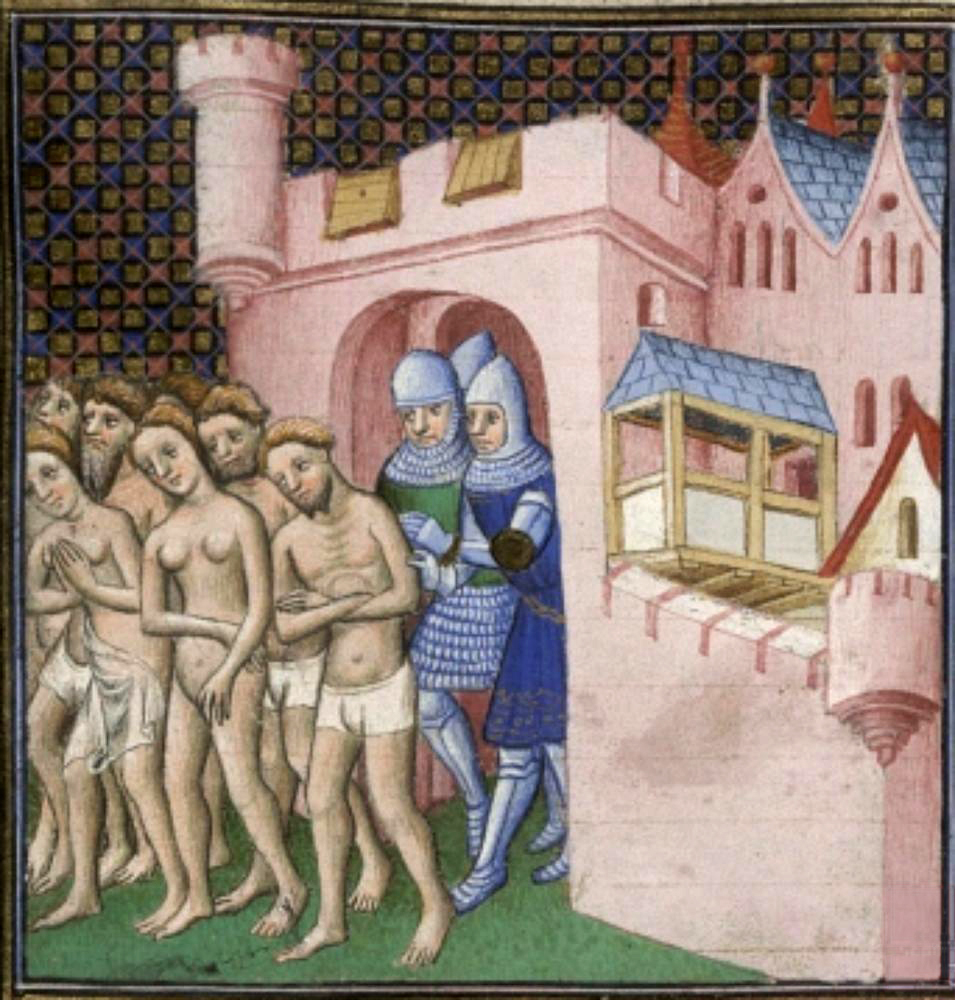
Expulsión de los cátaros de Carcasona (1209) en una ilustración de las Grandes Chroniques de France, ca. 1415.
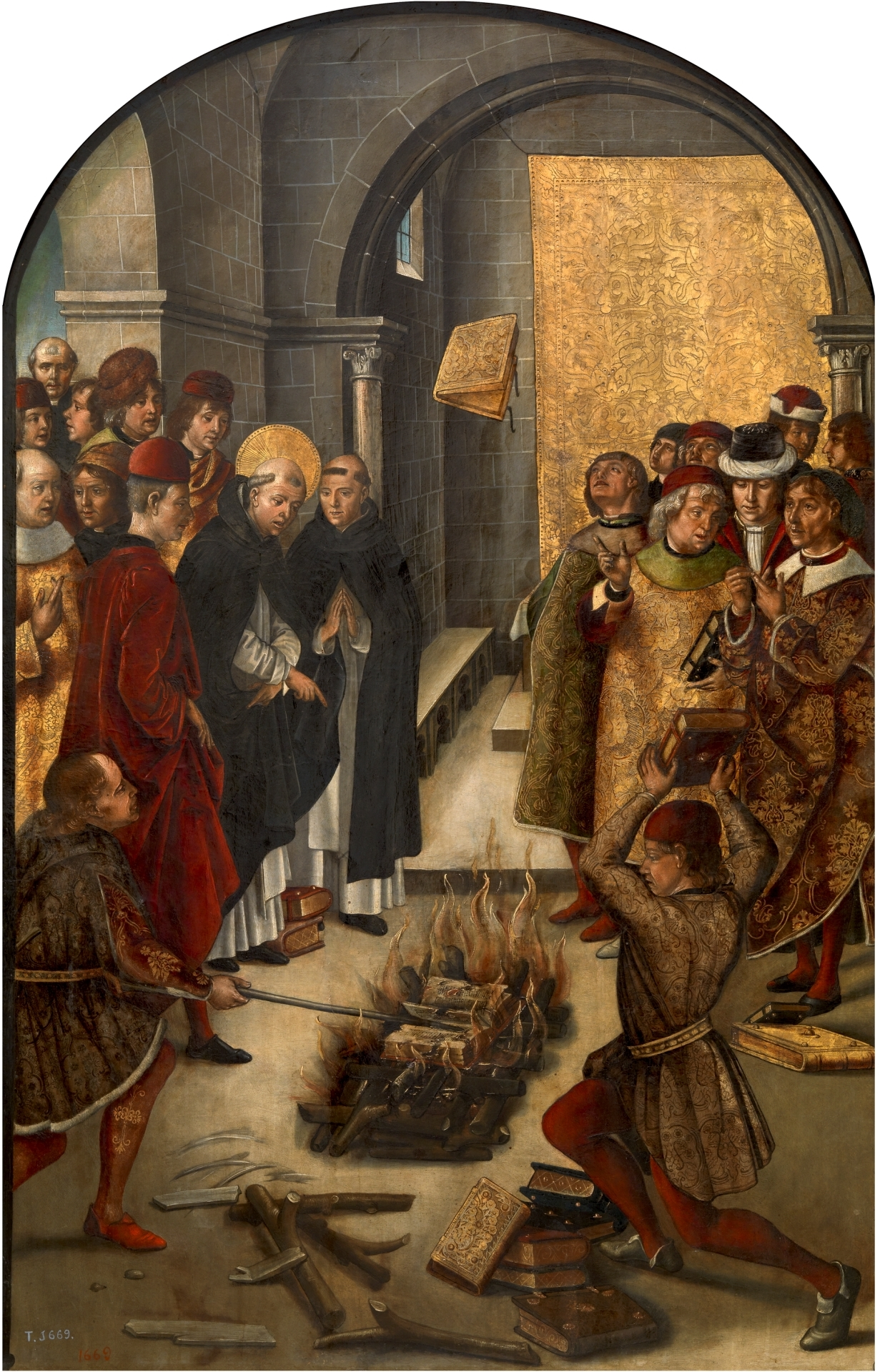
El milagro de Fanjeaux. Santo Domingo hizo quemar un libro albigense, mientras uno católico se salva de las llamas, levitando. Pintura de Pedro Berruguete, 1493-1499, procedente del claustro alto de Santo Tomás de Ávila.
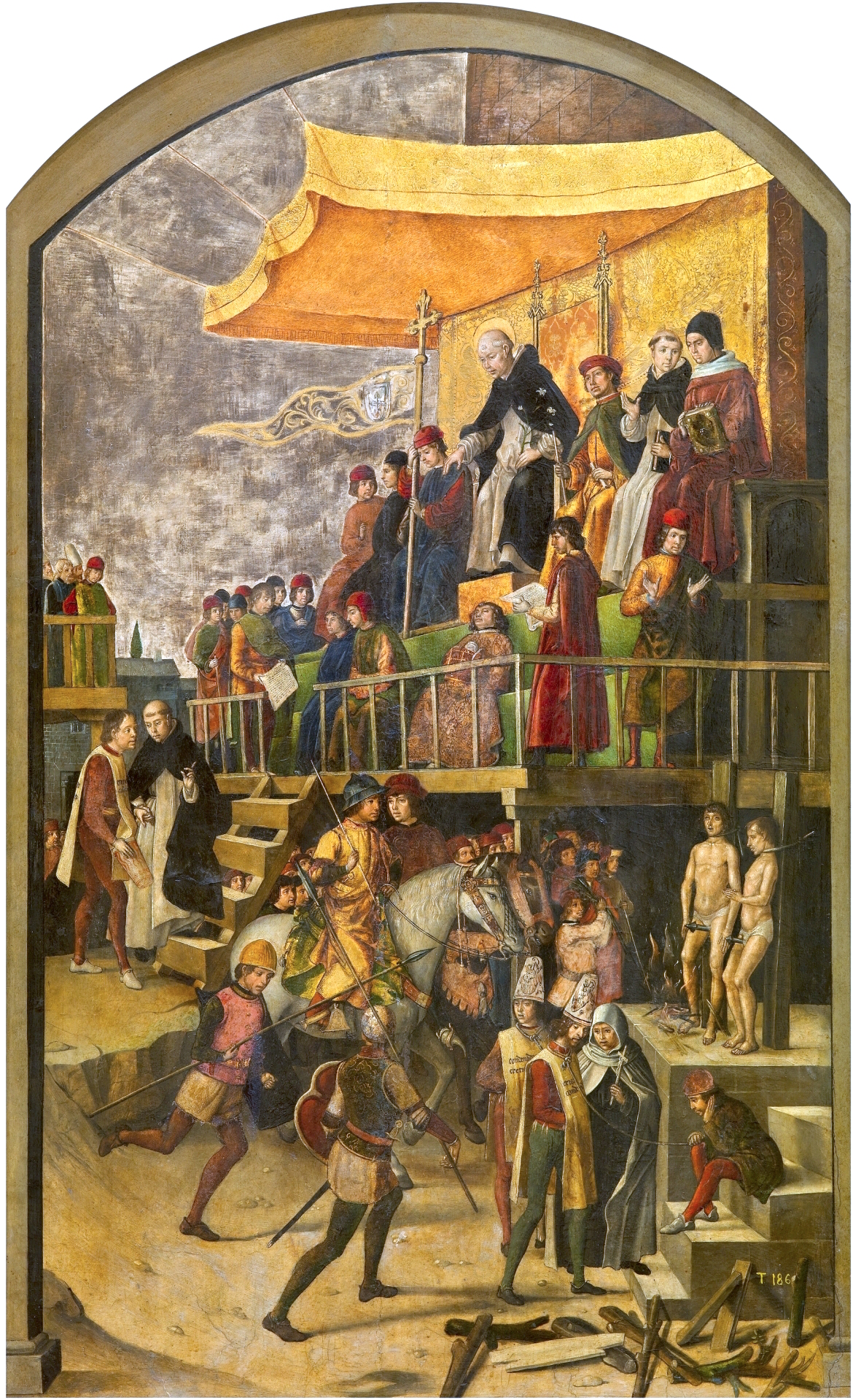
Auto de Fe presidido por Santo Domingo de Guzmán, del mismo pintor.
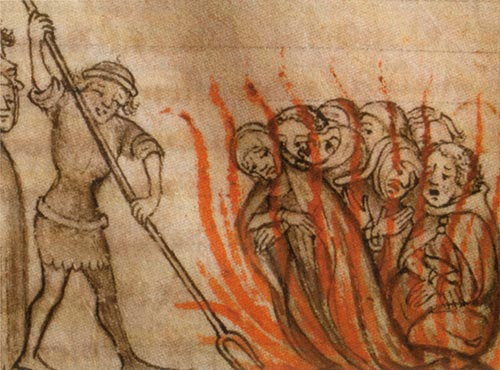
Templarios en la hoguera, ilustración de un manuscrito anónimo, 1384.

El concilio de Vienne en 1312 condenó a los templarios y prohibió el beguinato.
En los últimos siglos medievales la Iglesia perdió parte del papel cultural y social que había tenido a comienzos de la Edad Media, y que la convirtió en una institución esencial para la sociedad y el ejercicio del poder. La transición del feudalismo al capitalismo y la construcción de los Estados modernos fueron desafiando lo que hasta entonces había sido un verdadero monopolio; mientras que la poca ejemplaridad de la vida de la mayor parte del clero (desde la jerarquía hasta el bajo clero y los estudiantes -goliardos-) cada vez era vista con mayor crítica y una conciencia generalizada de la necesesidad de reforma.
El enfrentamiento entre el rey Felipe IV "el Hermoso" y el papa Bonifacio VIII, cada uno pretendiendo afirmar la primacía absoluta de su poder, se resolvió con la derrota papal (atentado de Anagni, 1303) y el establecimiento de los papas en Aviñón desde 1309, bajo estrecho control del rey de Francia y los cardenales franceses; lo que acabó por desencadenar el Cisma de Occidente entre 1378 y 1418. Entre tanto, se habían producido dos graves acontecimientos históricos con notables repercusiones religiosas: el comienzo de la guerra de los Cien Años (1337-1453, que incluyó la explotación por ambos bandos de la figura de Juana de Arco) y la extensión de la Peste Negra (desde 1348, que suscitó movimientos milenaristas -flagelantes- o simplemente piadosos -danzas de la muerte- y un recrudecimiento de la persecución de los judíos -que habían sido expulsados sucesivamente en 1182, 1306 y 1321, y lo volverían a ser en 1394 -posteriormente serían expulsados de Provenza en 1500-).
El título de Rex Christianissimus o Roi Très-chrétien ("rey cristianísimo" en latín y francés, respectivamente) fue utilizado regularmente desde Carlos VI de Francia, y a su muerte en 1422 se estableció la costumbre de considerar tal título como hereditario y exclusivo de los reyes de Francia.
La pragmática sanción de Bourges (1438) significó el primer paso hacia el galicanismo.

## Edad Moderna
El concordato de Bolonia frimado en 1516 entre Francisco I de Francia y el papa Leon X rigió las relaciones entre el poder político y el religioso hasta 1790, dando al rey de Francia un poder sobre su iglesia nacional del que ningún otro soberano católico disponía. En política exterior, el cerco al que se veía sometido por el imperio de Carlos V (una elección imperial que de hecho había intentado conseguir para sí mismo), llevó a ignorar las cuestiones religiosas por "razón de Estado", permitiendo a Francisco I aliarse con el sultán otomano (inequívocamente desde 1536, aunque hubo contactos anteriores);  y a su sucesor Enrique II con los protestantes alemanes (Tratado de Chambord, 1552, que permitió la anexión de los Trois-Evêchés -"tres obispados"- de Metz, Toul y Verdún).

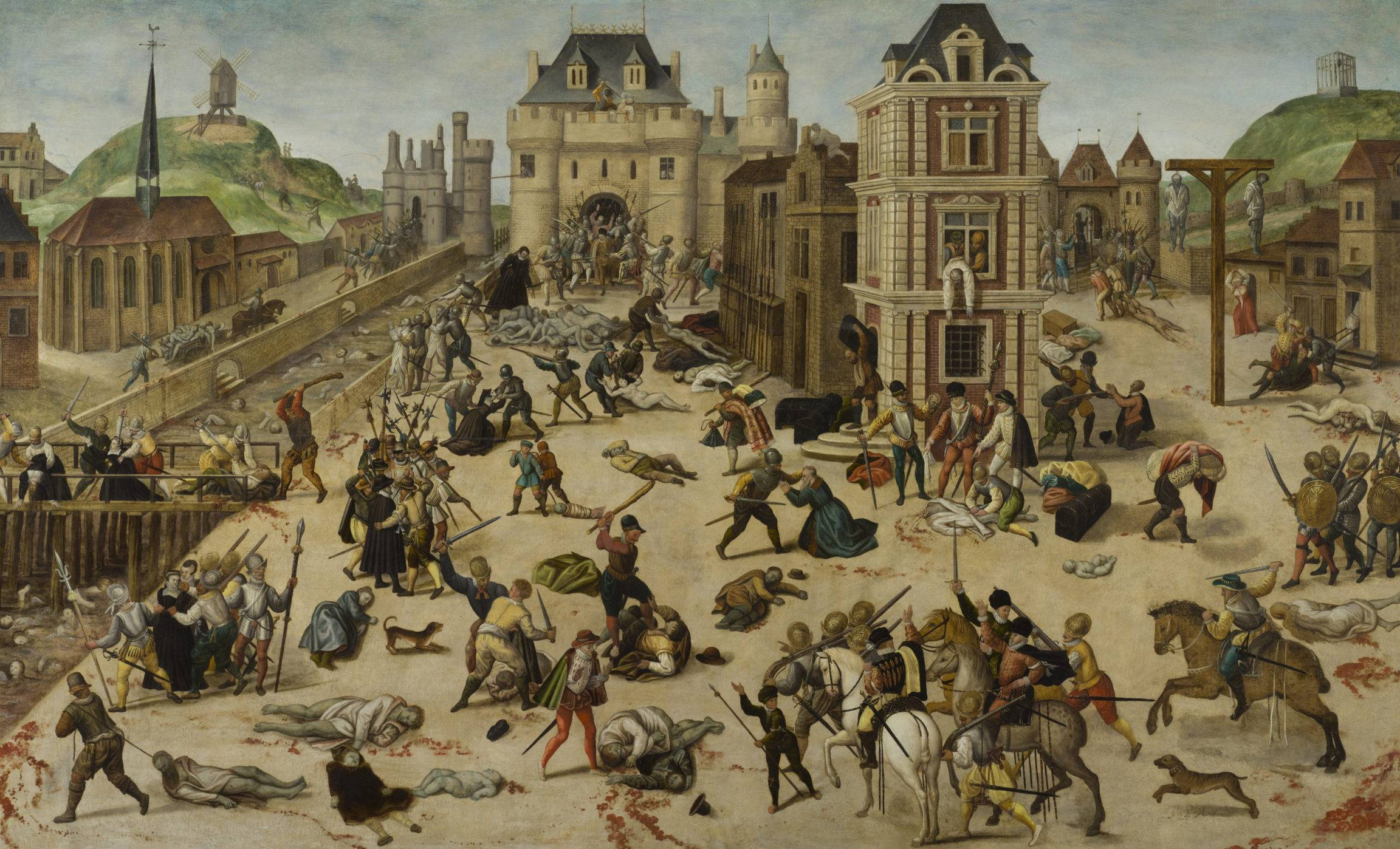
La masacre de San Bartolomé, óleo de François Dubois (antes de 1584). La matanza de protestantes en París (unos tres mil) tuvo lugar el 23 y 24 de agosto de 1572, extendiéndose por toda Francia.<

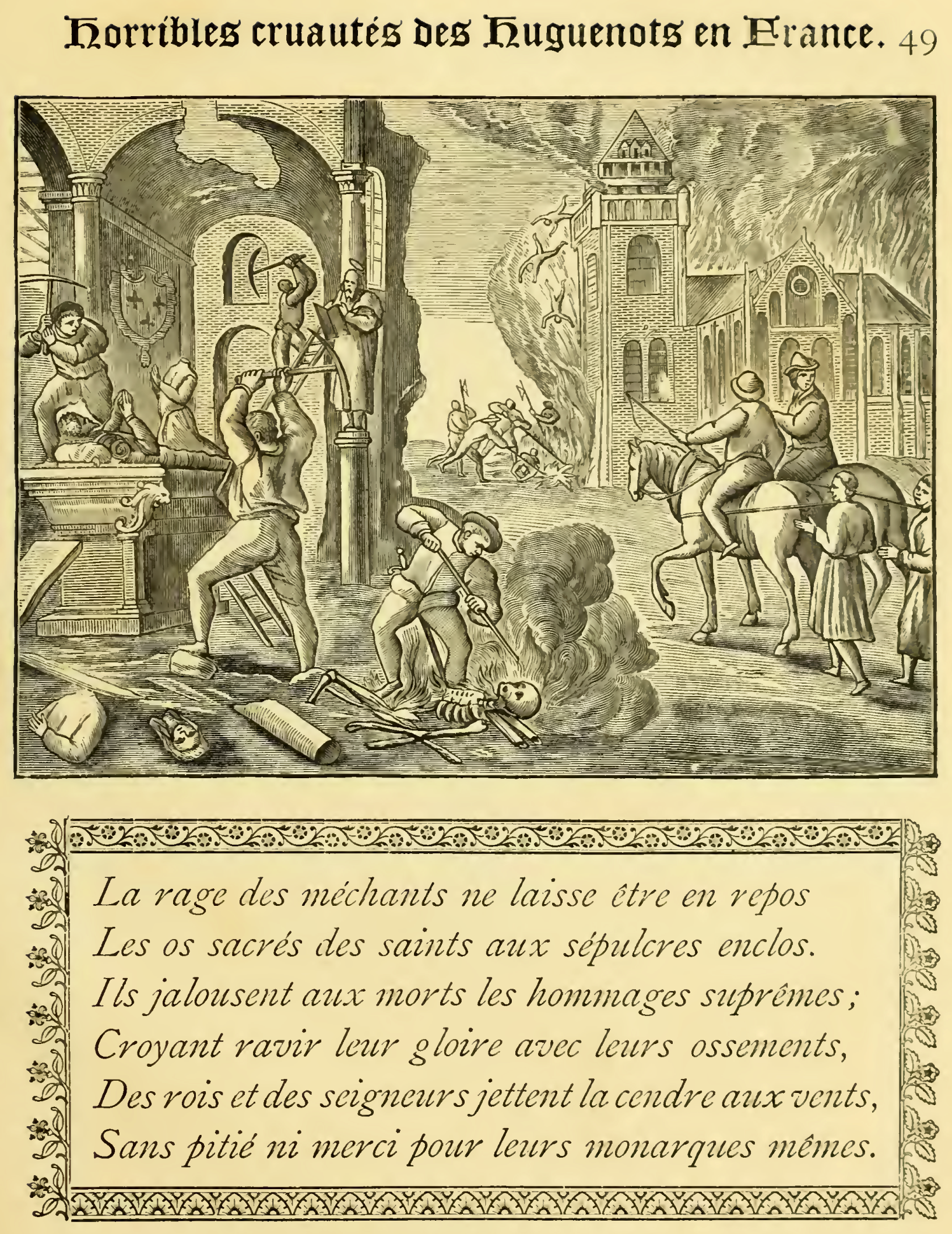
Horribles crueldades de los hugonotes en Francia, grabado de Richard Verstegen, 1588. Representa la profanación de la iglesia de Cléry, incluida la tumba de Luis XI, y la quema de la iglesia de Pat, con veinticinco católicos dentro

La difusión del protestantismo en Francia se produjo desde el inicio de la Reforma, por la propagación del luteranismo en la década de 1520 (apoyado por parte de la aristocracia e incluso algunos miembros de la familia real -Margarita de Angulema y su hija Juana de Albret, reinas de Navarra-), pero sobre todo por la del calvinismo en una época posterior (el propio Jean Cauvin —Calvino— desarrolló la mayor parte de su actividad en Ginebra tras tener que huir de París —1533—, como también hizo Teodoro de Beza). Coexistió con el catolicismo, en medio de crecientes conflictos y divisiones sociales y políticas (el partido aristocrático de los Borbón contra el de los Guisa), durante unos treinta años hasta que estallaron las guerras de religión (1562), durante las que se produjeron la creación de la Liga Católica (1568), la matanza de San Bartolomé (1572), el asesinato de Enrique III por el dominico Jacques Clément (1589), la conversión al catolicismo del protestante Enrique de Borbón o de Navarra para garantizarse el trono («París bien vale una misa», 1593) y la proclamación del Edicto de Nantes que las puso fin (1598). La Compañía de Jesús, fundada en París en 1539 (su casa profesa es el actual Lycée Charlemagne, y reutilizaciones similares tuvieron muchos de sus colegios), se involucró fuertemente en la Contrarreforma, que fijó el dogma católico en el concilio de Trento (1545-1563), con un nuevo apogeo del culto a los santos y a las reliquias, mientras que los hugonotes establecían enclaves protestantes en sus plazas fuertes, los politiques proponían la tolerancia religiosa y los libertinos experimentaban el alejamiento de toda sujeción religiosa, se identificara o no su postura con el ateísmo (término que se utilizaba de forma poco precisa, llegándose a sugerir su aplicación incluso a un humanista como François Rabelais).
Francia adoptó en 1582 el calendario gregoriano, que tras la interrupción del calendario republicano francés continuó siendo el oficial hasta la actualidad.
El asesinato de Enrique IV por Ravaillac (1610) suscitó sospechas de un complot jesuita, que no se concretaron (la Compañía había permanecido expulsada de Francia entre 1594 y 1603, acusada de propiciar un anterior atentado frustrado contra el mismo rey -Jean Châtel-). Los siguientes reyes no fueron tan tolerantes hacia el protestantismo en el interior de su reino, aunque no tuvieron escrúpulos religiosos en aliarse con las potencias protestantes europeas contra las católicas cuando fuera conveniente por razón de Estado (guerra de los Treinta Años).

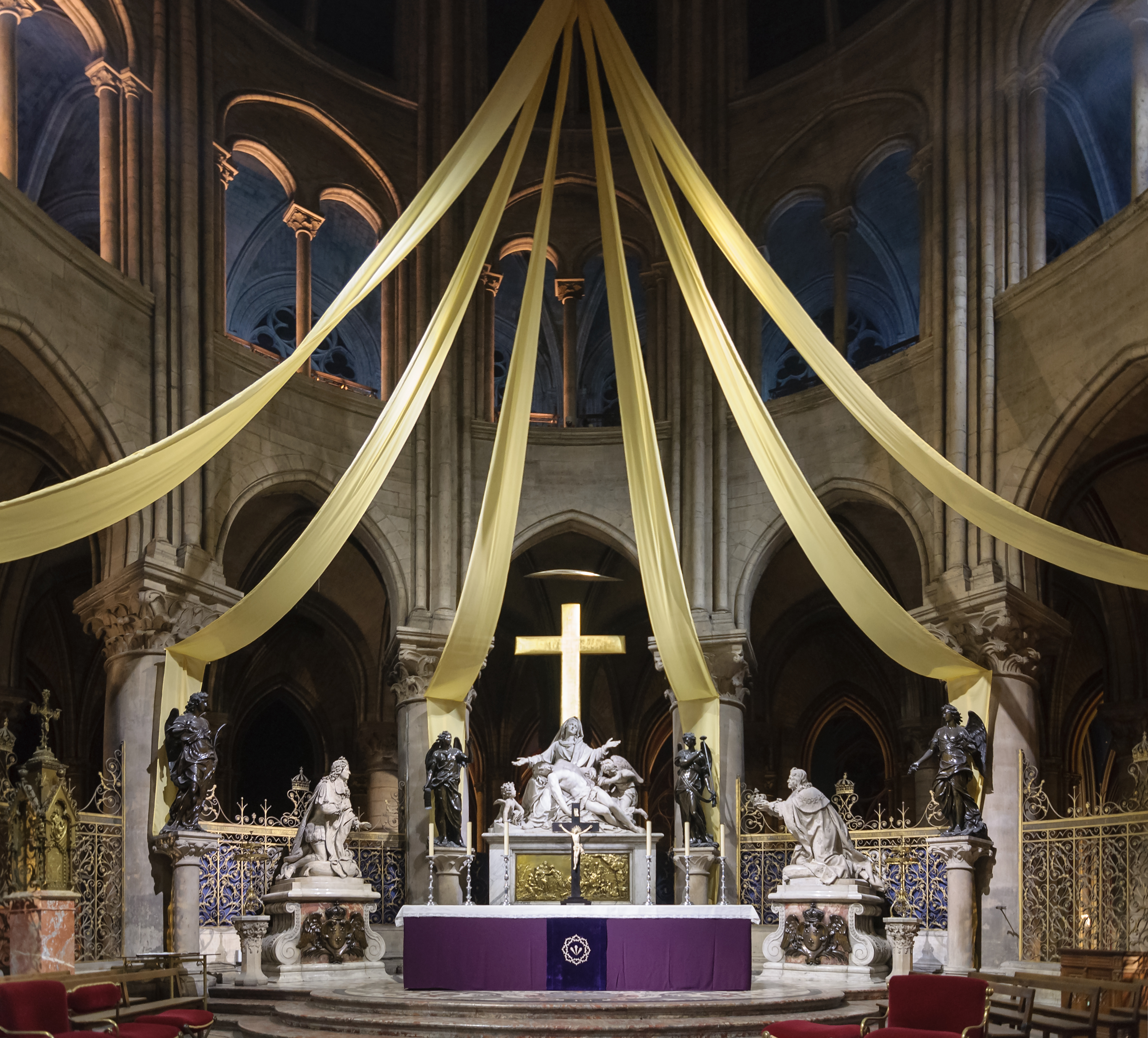
El altar mayor (maître-autel) de Nicolas Coustou en la catedral de Notre Dame, encargado con motivo del voto de Luis XIII y terminado bajo Luis XIV, con las estatuas de ambos reyes, de Guillaume Coustou y Antoine Coysevox. Fue destruido durante la Revolución y reconstruido durante la Restauración.

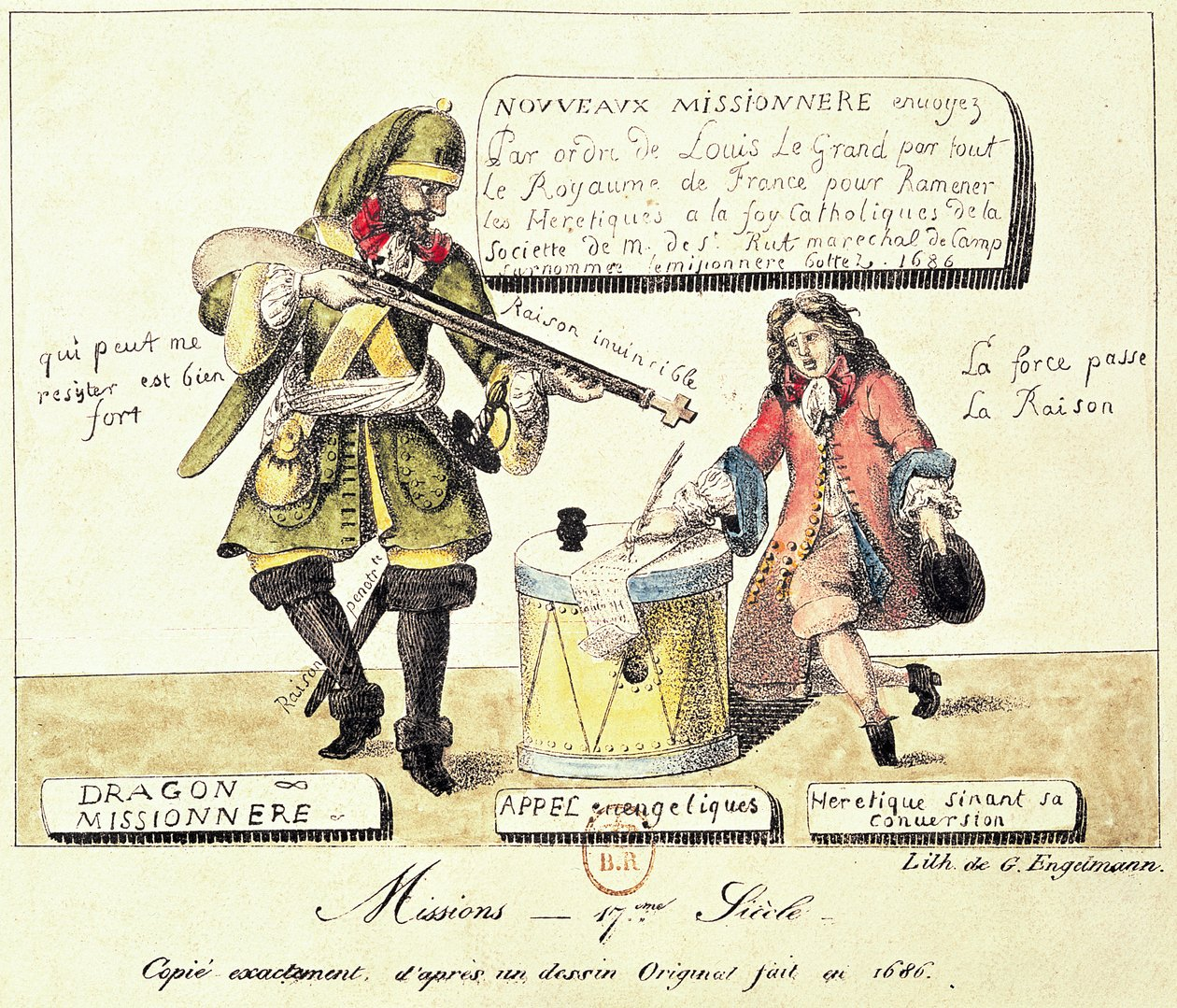
Las "dragonadas" pretendían la conversión de los hugonotes, con poco disimulo de su carácter forzado.

El desarrollo del culto mariano en Francia tuvo su cénit en el voto de Luis XIII (vœu de Louis XIII) en 1638, cuando el reino fue encomendado al patronazgo de la Virgen María (en agradecimiento por el embarazo de la reina, tras veinte años de matrimonio estéril y unas rogativas dirigidas por el hermano Fiacre, siguiendo una "revelación interior" que este fraile agustino había recibido).
Luis XIV, buscando la unificación de su reino en los ámbitos religioso, administrativo y político, procuró la desaparición del protestantismo. En 1685 firmó el edicto de Fontainebleau que revocaba el edicto de Nantes. Significó el exilio de unas doscientas mil personas, cerca del uno por ciento de la población del reino, una parte especialmente significativa de la élite intelectual, lo que benefició a las potencias competidoras de Francia: Inglaterra, Países Bajos, Suiza y Prusia, además de sus colonias en América y Sudáfrica. En el contexto de esta revocación, Louis XIV procuró la alfabetización de todos los niños, de cualquier confesión, pero particularmente los de familias anteriormente protestantes, en las mismas escuelas que los católicos, con la Ordenanza real del 13 de diciembre de 1698 sobre escuelas parroquiales. De facto, la Iglesia católica los escolarizaba gratuitamente.
El regalismo llegó a su extremo con la imposición de las ideas de Bossuet (Declaratio cleri gallicani de 1682), proclamándose solemnemente las «libertades galicanas» el 19 de mayo de 1692 (el concepto venía desarrollándose desde al menos un siglo atrás, con las Libertés de l'Église gallicane de Pierre Pithou, 1594).
El jansenismo se desarrolló en el siglo XVII, y en el XVIII se confunde con la lucha contra el absolutismo y el ultramontanismo. La abadía de Port-Royal, centro neurálgico de este movimiento, fue erradicada por orden de Luis XIV (se desalojó en 1709 y se destruyó físicamente en 1712). Sus principales enemigos, los jesuitas, pasaron a ser el principal objetivo de todo tipo de sospechas y recelos, particularmente por su fidelidad incondicional a la Santa Sede. Su situación se convirtió en insostenible, produciéndose su expulsión en 1763.

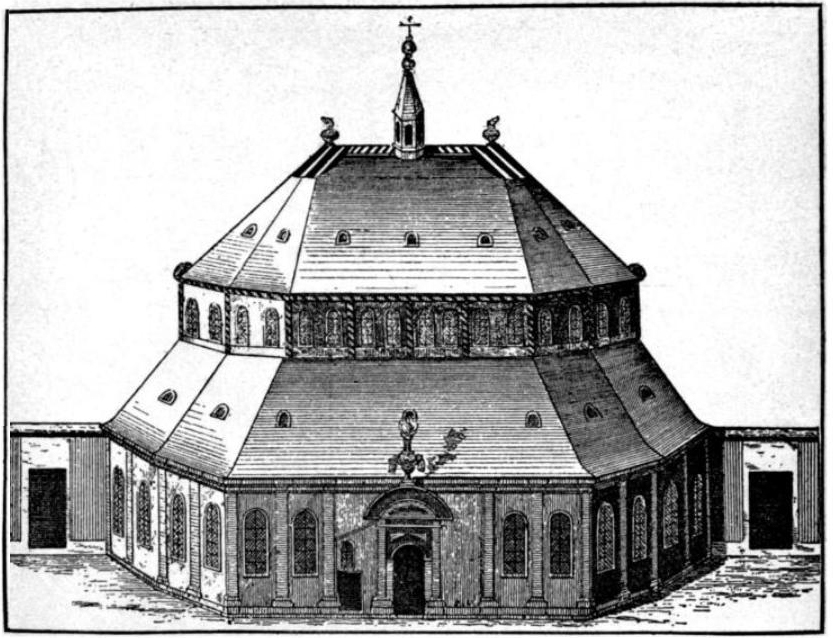
Templo protestante de Caen, llamado le Godiveau. Construido en 1611 en le Bourg-l'Abbé, fue destruido en 1685.
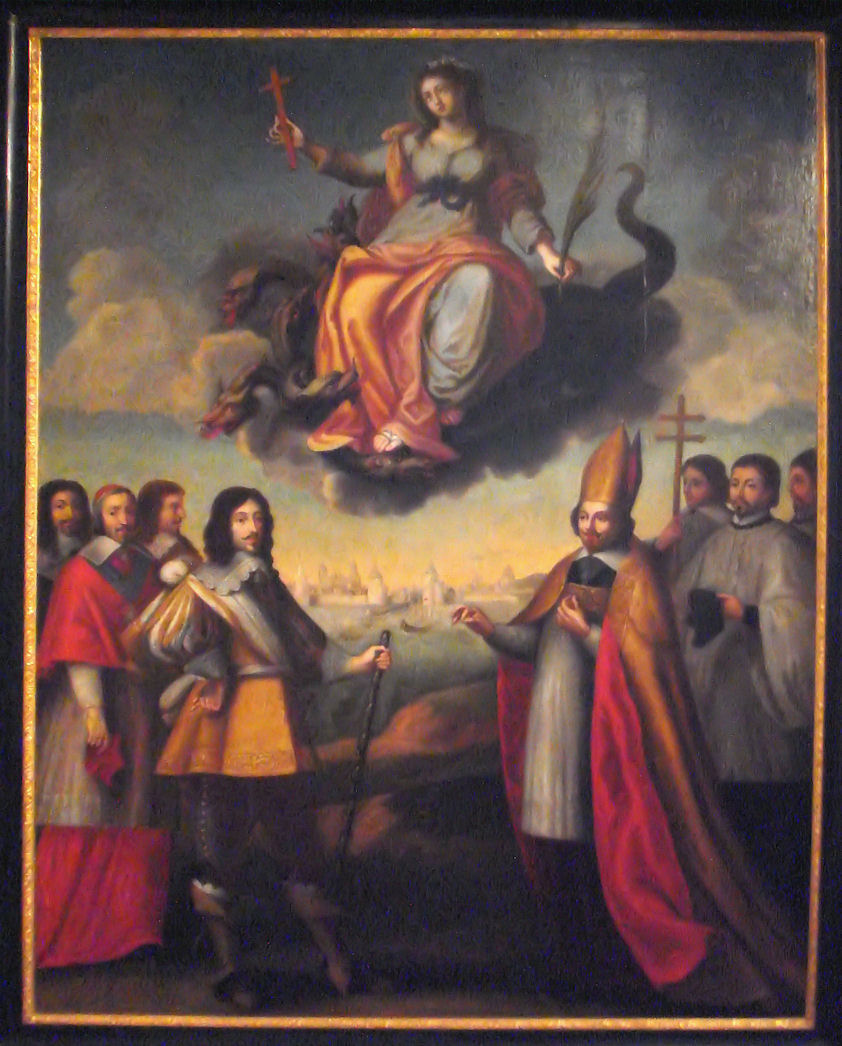
Entrada de Luis XIII y el cardenal Richelieu en La Rochelle, plaza fuerte de los hugonotes, tras el sitio de 1627-1628.
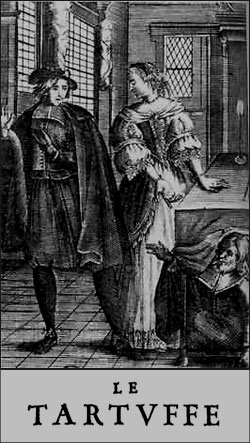
Ilustración para la edición de 1669 de Tartufo, obra teatral de Moliere estrenada en 1664; una crítica de la hipocresía religiosa.
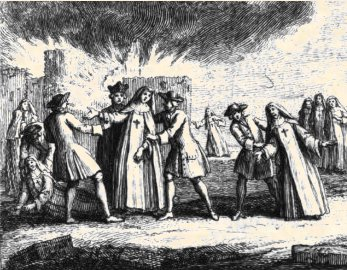
Desalojo de las monjas de Port-Royal.

El 7 de noviembre de 1787, el Edicto de Versalles o de tolerancia, de Luis XVI, permitió a protestantes y judíos adquirir de jure un estado civil sin necesidad de convertirse al catolicismo; aunque este siguió siendo la religión oficial del reino. Es el último de los llamados edictos de pacificación que se venían sucediendo, con alternantes ampliaciones, restricciones, confirmaciones y derogaciones, desde el edicto de Ambois de 1560, y que pueden considerarse culminados con la Declaración de los Derechos del Hombre y del Ciudadano de 1789.

## Edad Contemporánea

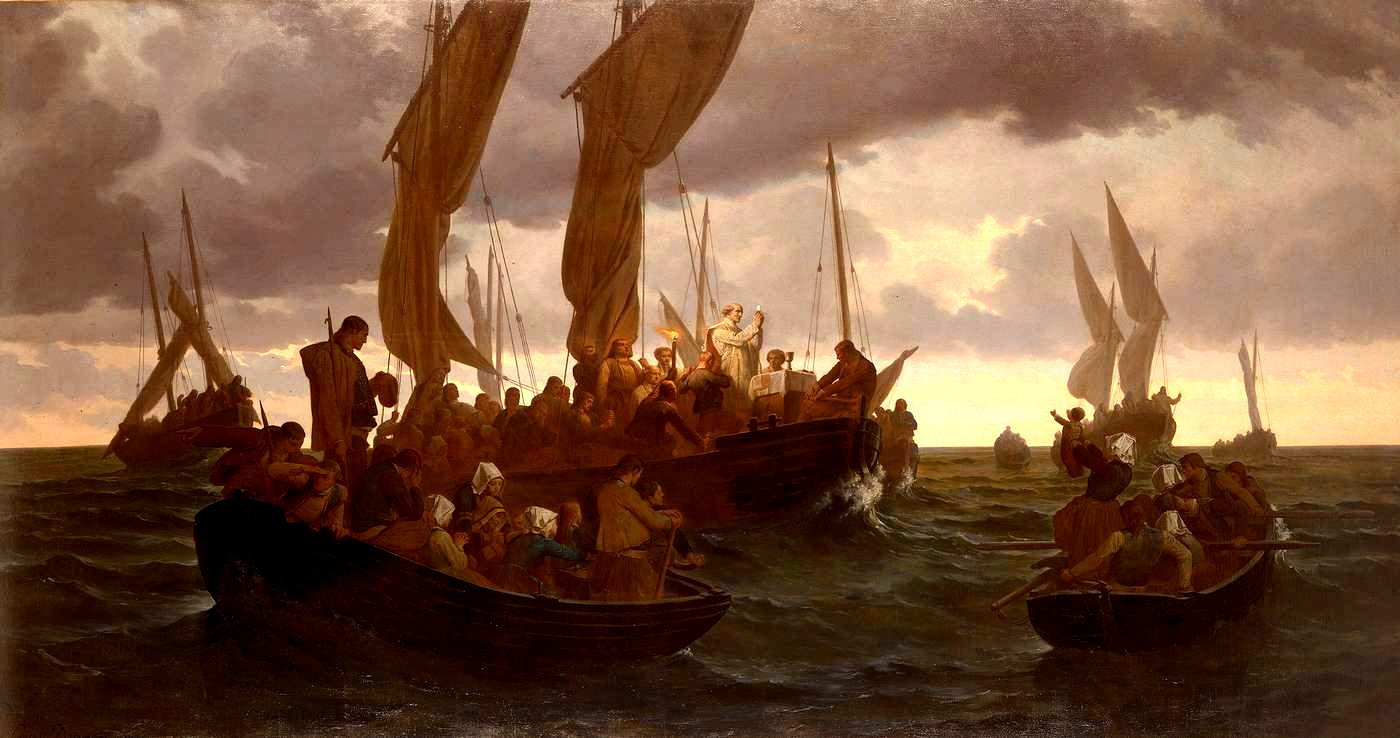
Una misa en el mar, 1793, óleo de Louis Duveau, 1864.

La consagración de Napoleón, de Jacques-Louis David.

Diócesis de Francia en 1801.

La Revolución francesa (desde 1789), en la que participaron algunos clérigos (abate Sieyes), representó el triunfo ideológico de los planteamientos de los philosophes ilustrados y enciclopedistas, destacadamente de Voltaire, de claro enfrentamiento con el clericalismo tradicional, permitiendo la divulgación de posturas religiosas no convencionales, panteístas o incluso agnósticas y ateas; y en términos sociales, el fin de la sociedad estamental. El papel de la masonería ha sido objeto de discusión. La exigencia de un juramento civil (constitución civil del clero, 1790), dividió al clero en «juramentado» (el que se sometió a las disposiciones de las autoridades revolucionarias) y «refractario» (el que se negó a hacerlo, como les demandaba el papado). Con el Terror (1793-1794) se desató una verdadera persecución anticlerical (masacres de septiembre de 1792), y el culto católico se vio interrumpido en muchos lugares (descristianización de Francia durante la Revolución); incluso se utilizó la catedral de Notre Dame para el culto de la Razón y del Ser Supremo. Los movimientos contrarrevolucionarios, muy fuertes en algunas zonas (vendeanos, chuanes) se identificaron con el catolicismo. La reacción thermidoriana comenzó una cierta reconciliación que se concretó durante el consulado, cuando Napoleón Bonaparte, desde la posición ventajosa que le proporcionaba su conquista militar de Italia, negoció el Concordato de 1801, consiguiendo incluso que el propio papa le coronase emperador el 2 de diciembre de 1804.
La Restauración, que intensificó la recuperación del catolicismo tradicional, permitió el significativo protagonismo de un miembro de la minoría protestante: Guizot.

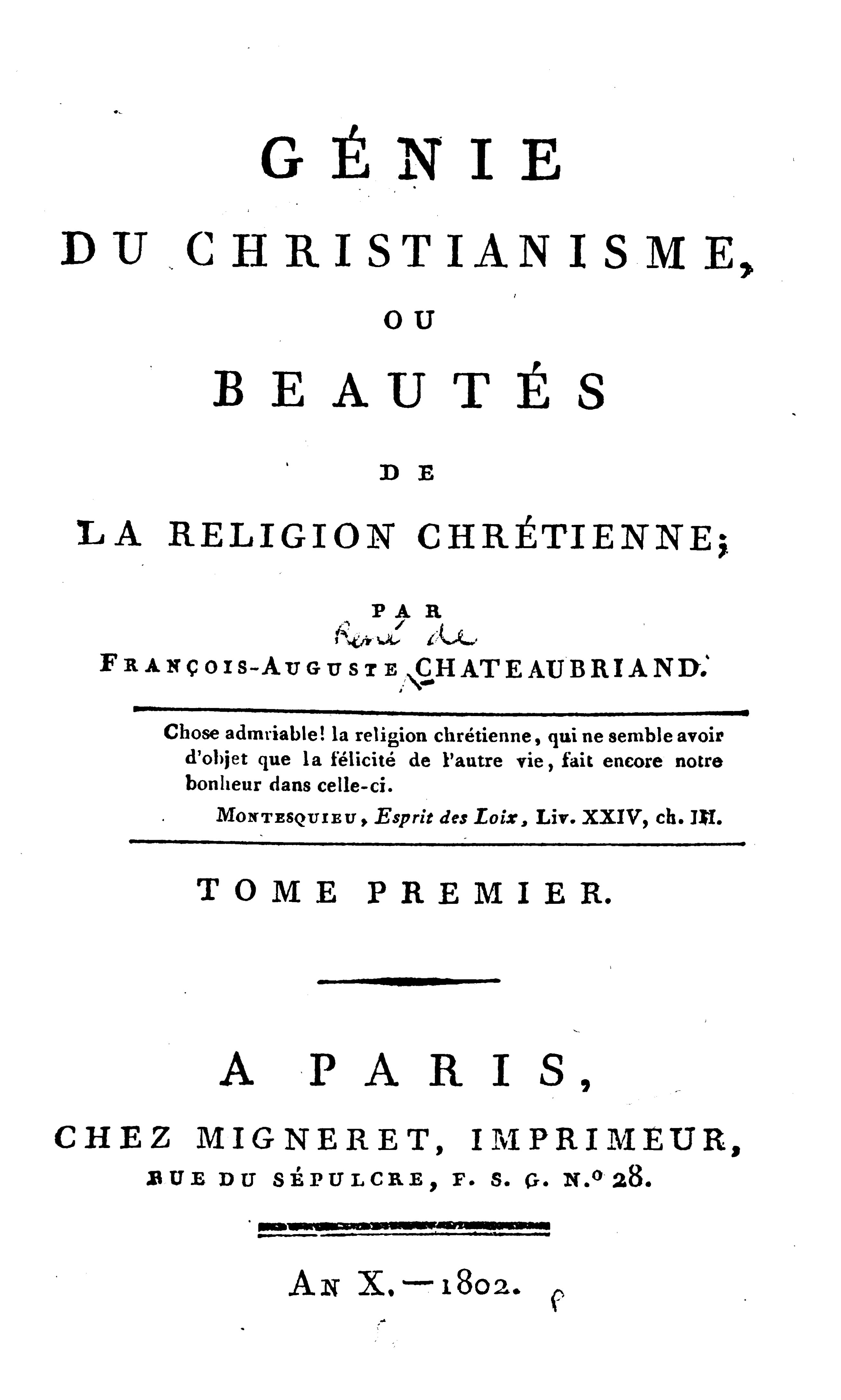
El genio del cristianismo, de Chateaubriand, 1802.
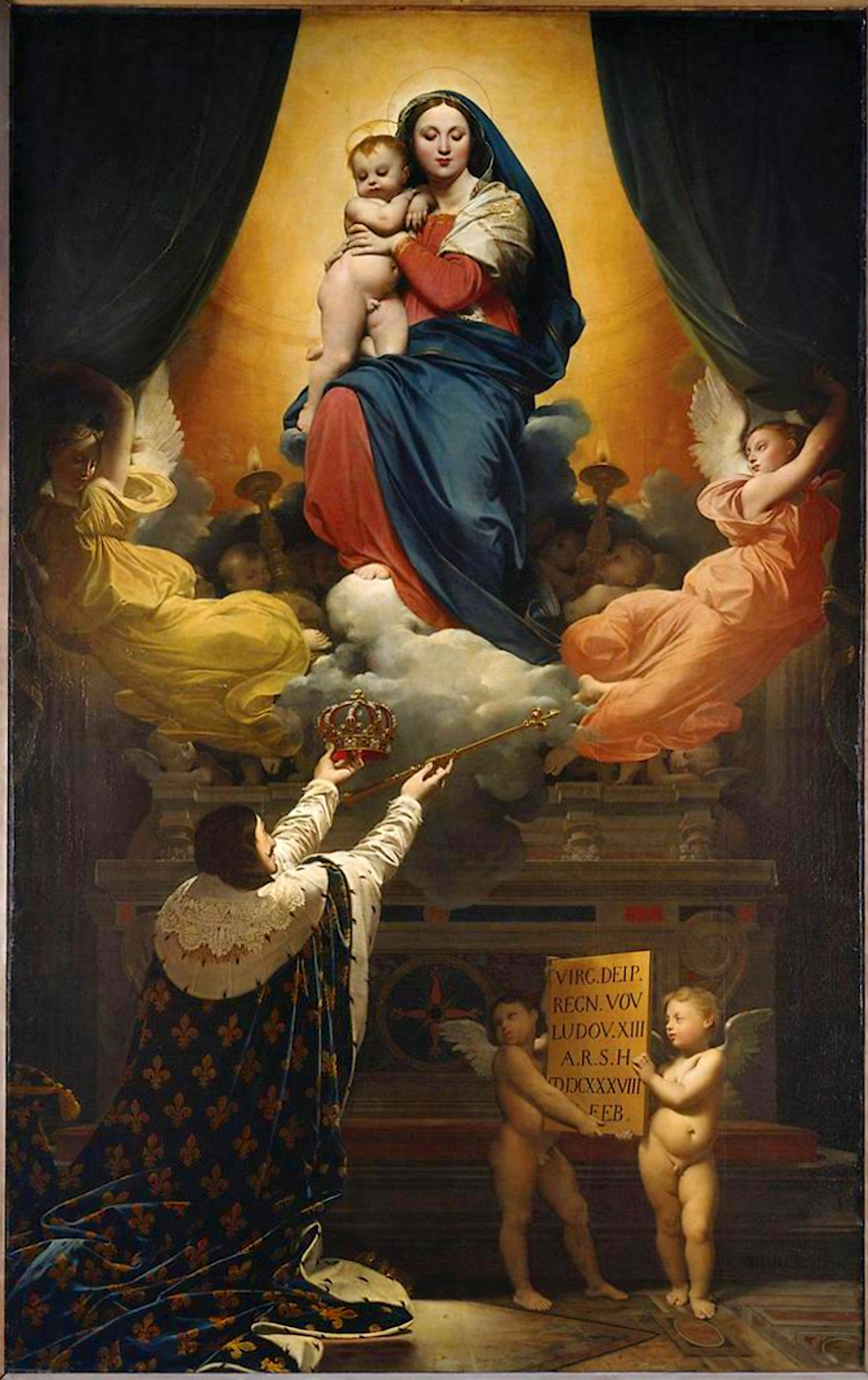
El voto de Luis XIII, por Ingres, 1824. Encargado por el ministerio del interior, su exhibición en el Salon de Paris se recibió como un ejemplo de academicismo conservador, opuesto al romanticismo revolucionario de Delacroix, que exhibía La matanza de Quíos. El rey Carlos X recompensó al pintor con la legión de honor.
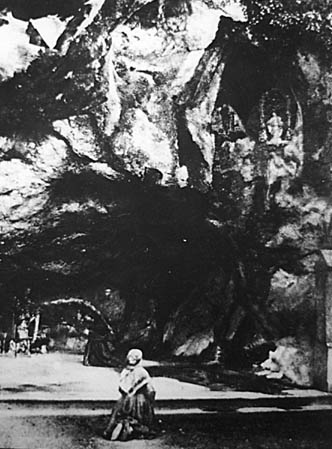
Bernadette Soubirous en la gruta de Massabiel (Lourdes), en 1863, años después de las visiones.

La historia de la laicidad en Francia se construyó a lo largo del siglo XIX a través del enfrentamiento entre católicos, identificados con la derecha y la monarquía, y laicos, identificados con la izquierda y la república; que culminó en la Ley francesa de separación de la Iglesia y el Estado de 1905. En el contexto de ese enfrentamiento se produjeron las apariciones de Lourdes (1858), explícitamente utilizadas por ambos bandos en sentidos opuestos. El apoyo de Napoleón III a la unificación italiana impuso, no obstante, la continuidad de los Estados Pontificios mediante su intervención contra la efímera República Romana (1849) -asedio de Roma (1849)-, respondiendo a las demandas de la opinión católica en el interior y al equilibrio internacional de potencias; mientras que tras su derrota en la guerra franco-prusiana (que sumió a Francia en una guerra civil entre la II República y la Comuna de París) dejó de haber obstáculos para la toma de Roma (1870) por el ejército italiano. Entre tanto se había producido la condena papal contra el liberalismo y otros "errores modernos" en el Syllabus y la encíclica Quanta cura (Pío IX, 1864), que reafirmaba la anterior condena de Gregorio XVI (Mirari vos, 1832), y que se repitió posteriormente por León XIII (Libertas Praestantissimum, 1888); así como el Concilio Vaticano I (1869-1870), que proclamó la infalibilidad del Papa y condenó el panteísmo, el racionalismo, el materialismo, etc.

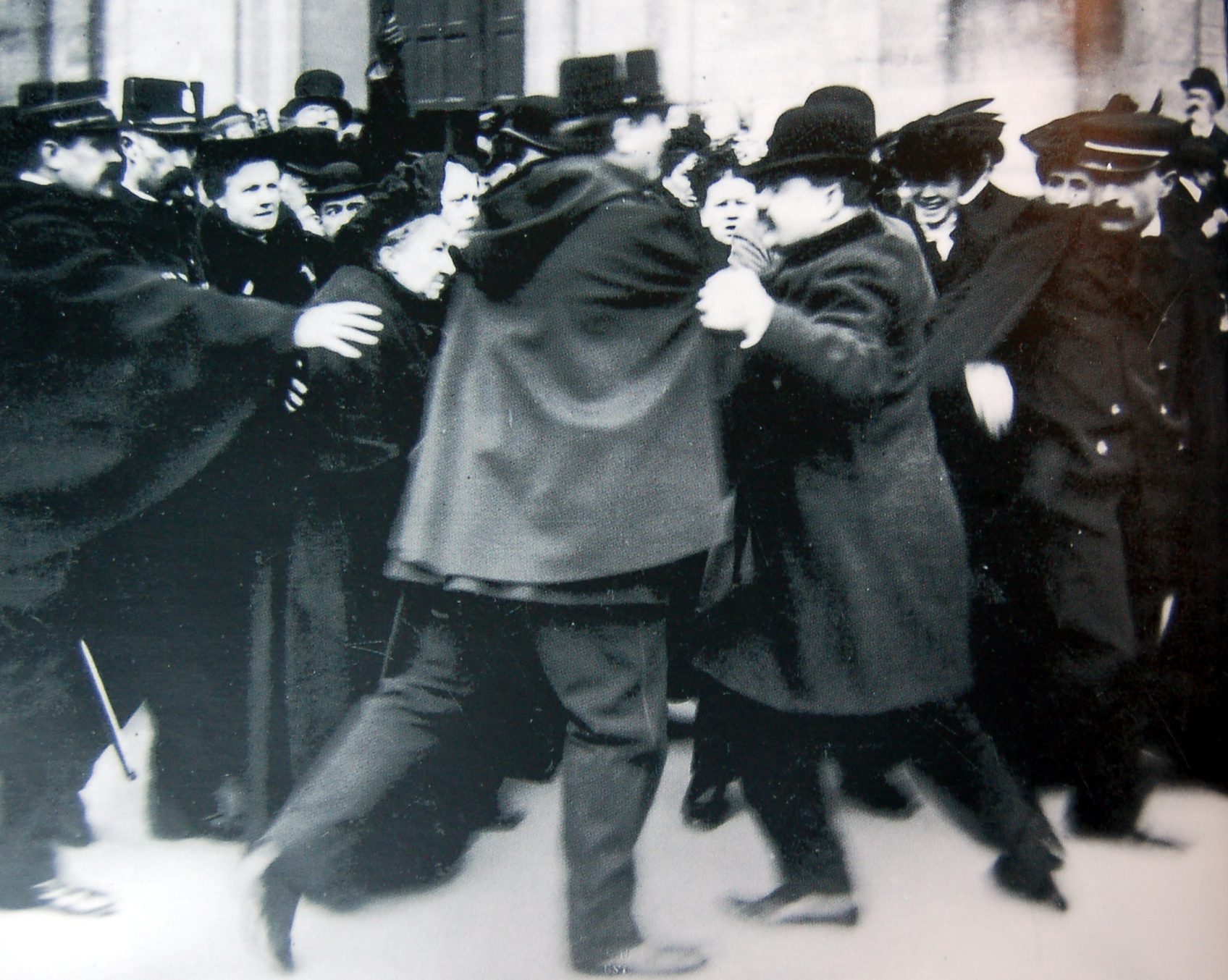
Manifestación contra la ley de separación de Iglesia y Estado, ante la catedral de Notre Dame de París, 1904

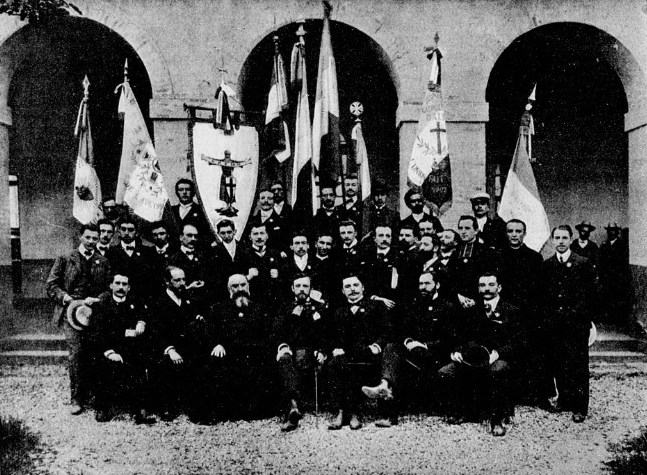
Los dirigeantes de la ACJF en el congreso de Albi (1905).

En torno a los regentes del Banco de Francia bajo el II Imperio se constituyó el mito conspiracionista de una haute société protestante ("alta sociedad protestante", divulgado en las siglas HSP) que presuntamente se compondría de un pequeño número de familias endogámicas que se protegían entre sí (André, De Bethmann, Charles-Roux, Davillier, Delessert, De Dietrich, Dollfus, Durrleman, Frerejean, Guerlain, Hermès, Hottinguer, Japy, Kaltenbach, Koechlin, Mallet, Mieg, Mirabaud, Monod, Nègre, Odier, Peugeot, Poupart de Neuflize, Renouard de Bussière, Riboud, Sabatier, Say, Schlumberger, Schweitzer, Seydoux, Vernes, etc.)
A mediados del siglo XX, el catolicismo francés sufrió una serie de crisis sucesivas (crisis progresista entre 1949 y 1954, crisis de los movimientos de juventud católica —Association catholique de la jeunesse française— entre 1956 y 1965, recepción del Concilio Vaticano II (1962-1965), repercusiones eclesiales del mayo del 68, debates en torno a la encíclica Humanae vitae (1968), crisis lefebvrista —Hermandad Sacerdotal San Pío X— seguida de la disidencia integrista, etc.) que aceleraron el declive de su presencia social.

Diócesis de Francia desde 2002.

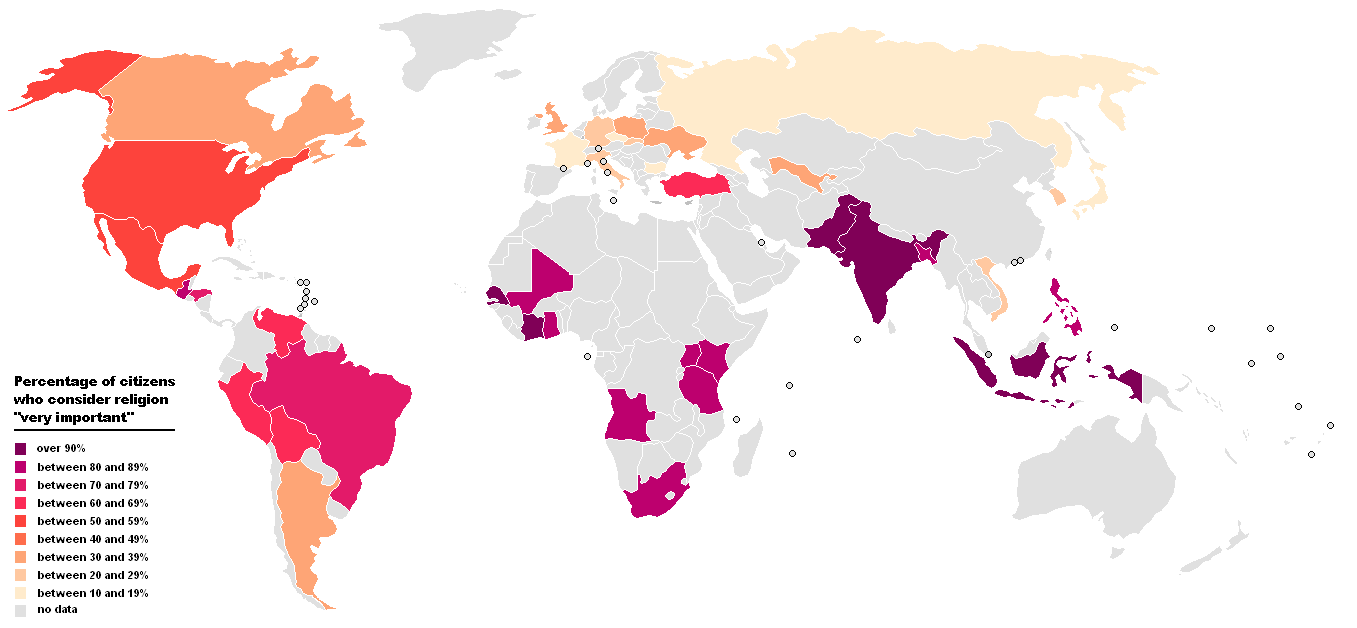
Sólo 11 % de la población francesa contestó en una encuesta de 2002 que la religión (fuera cual fuera ésta) era «muy importante» para ella.

La época contemporánea presenció el desarrollo del diálogo interreligioso. El diálogo entre judíos y cristianos se volvió difícil desde finales del siglo XIX a consecuencia del aumento del antisemitismo en el contexto histórico del affaire Dreyfus, y se profundizó en torno a la Segunda Guerra Mundial. El judaísmo se encontraba en plena reconstrucción religiosa (recreación de la red de sinagogas, fundación en 1948 de la Amitié judéo-chrétienne de France) e intelectual en torno a instituciones como la école Gilbert Bloch d'Orsay o coloquios de intelectuales judíos. Las transformaciones del judaísmo, entre mémoire et communauté, se tradujeron en la segunda mitad del siglo XX por una vuelta a diferentes formas de identidad judía suscitadas por la memoria de la Shoah, la guerra de los Seis Días y la perpetuación del conflicto árabe-israelí; no sin suscitar debates políticos y teológicos entre los católicos franceses.
La aportación de los trabajos etnológicos en los años 1950 y la descolonización favorecieron el diálogo islamo-cristiano, cuyos principale precursores fueron Louis Massignon, Jean Mohamed Ben Abdejlil, Louis Gardet y Georges Chehata Anawati. Las nuevas oleadas de inmigración en Francia durante los llamados «treinta gloriosos» fravorecieron el desarrollo del islam en Francia. Hasta los años 1960, religión minoritaria de trabajadores aislados, de práctica poco visible. Con la implantación duradera de la comunidad musulmana, la cuestión de las prácticas hizo poco a poco su entrada en el espacio público, hasta convertirse en la segunda confesión religiosa del país, marcada por la recurrencia del bebate sobre la integración de los musulmanes y el lugar del islam en un campo religioso dominado por el catolicismo.
Las incertidumbres protestantes se tradujeron en contradicciones entre su herencia liberal y el ascenso del poder, en el seno de las instituciones de la Federación protestante de Francia (Fédération protestante de France), de una corriente evangélica más identitaria y más conservadora.
Si el paisaje religioso francés persiste, estadísticamente, dominado por el enfrentamiento entre católicos y no creyentes, el sentimiento más extendido es que Francia es un país multiconfesional.